# Oshikuku (Wahlkreis)
Der Wahlkreis Oshikuku ist ein Wahlkreis im Nordosten der Region Omusati im zentralen Norden Namibias. Kreisverwaltungssitz ist Oshikuku. Im Wahlkreis leben (Stand 2023) 19.700 Menschen auf einer Fläche von 424 Quadratkilometern.

## Wahlen
| Wahl | Name            | Partei | Stimmenanteil |
| ---- | --------------- | ------ | ------------- |
| 1992 |                 |        |               |
| 1998 | Petrus Endjambi | SWAPO  | o. W. 1       |
| 2004 | Petrus Endjambi | SWAPO  | 98,8 %        |
| 2010 | Modestus Amutse | SWAPO  | 99,2 %        |
| 2015 | Modestus Amutse | SWAPO  | o. W. 1       |
| 2020 | Matheus Gabriel | SWAPO  | 84,6 %        |